# Bodo Ferl
Bodo Ferl (* 20. Januar 1963 in Kyritz, Bezirk Potsdam, DDR) ist ein ehemaliger DDR-Bobfahrer.
1988 nahm er an den Olympischen Winterspielen in Calgary teil. Zusammen mit Detlef Richter, Ludwig Jahn und Alexander Szelig fuhr er im Vierer-Bob (zweite Mannschaft) der DDR. Sie wurden am Ende Achter.
Für den Gewinn der Silbermedaille bei den Weltmeisterschaften 1985 im Viererbob (Bodo Ferl, Dietmar Jerke, Mathias Legler, Detlef Richter) wurde er mit dem Vaterländischen Verdienstorden in Silber ausgezeichnet.